# 熊文鳳
熊文鳳（1791年5月17日—？年），字一麟，號梧菴，原名如山，行一，四川鄰水縣人，年二十四歲以順慶府學生中式嘉慶二十一年（1816年）丙子科四川鄉試第五十九名舉人，大挑一等，浙江候補知縣。道光八年戊子科廣西鄉試同考官，道光十二年（1832年）任廣西桂平縣知縣。歷任廣西恭城縣知縣、湖北監利縣知縣。鄖縣知縣。道光二十一年（1841年）十二月補任湖北棗陽縣知縣。道光二十二年（1842年），捻匪鄧韓玉等百餘人竄入境内，以其失職未予預防，事後又未將匪徒擒拿，交部議處。道先二十六年（1846年）因被誣告需索民財撤任。